# Dekanat Grabownica
Dekanat Grabownica – jeden z dekanatów archidiecezji przemyskiej, w archiprezbiteracie sanockim.

## Historia
W 1982 roku dekretem bpa Ignacego Tokarczuka, został utworzony dekanat Grabownica. W skład nowego dekanatu weszły parafie z wydzielonego terytorium dekanatów:
- jaćmierskiego – Dydnia, Falejówka, Grabownica, Grabówka, Jabłonka, Jurowce, Końskie, Niebocko, Pakoszówka.
- brzozowskiego – Humniska.

Pierwszym dziekanem został ks. Stanisław Krypel proboszcz Dydni. W latach 1997–2010 dziekanem był ks. prał. Adam Drewniak. Kolejnymi dziekanami byli: ks. kan. Edward Stępień, ks. prał. Stanisław Jachowicz.

## Parafie
- Dydnia – pw. św. Michała Archanioła i św. Anny
  - Temeszów – kościół filialny pw. Miłosierdzia Bożego
  - Obarzym – kościół filialny pw. Zwiastowania Najświętszej Maryi Panny
  - Krzywe – kościół filialny pw. Matki Bożej Łaskawej
  - Krzemienna – kościół filialny pw. Matki Bożej Królowej Polski
- Falejówka – pw. Podwyższenia Krzyża Świętego
- Grabownica Starzeńska – pw. św. Mikołaja Biskupa i św. Józefa
- Grabówka – pw. Nawiedzenia NMP
  - Lalin – kościół filialny pw. św. Jerzego
- Humniska – pw. św. Stanisława Biskupa
- Jabłonka – pw. MB Częstochowskiej
  - Wydrna – kościół filialny pw. Nawiedzenia Najświętszej Maryi Panny
- Jurowce – pw. św. Piotra i Pawła
- Końskie – pw. Przemienienia Pańskiego
  - Witryłów – kościół filialny pw. Matki Bożej Nieustającej Pomocy
- Niebocko – pw. św. Jana Kantego
- Pakoszówka – pw. św. Jana Chrzciciela